# Marian Grygorowicz
Marian Grygorowicz, Marian Grigorovič (ur. 17 czerwca 1938 w Wilnie, zm. 26 listopada 2024) – litewski chemik narodowości polskiej. 

## Życiorys
Ukończył studia na Wydziale Chemicznym Białoruskiego Uniwersytetu Państwowego w Mińsku, był pracownikiem naukowym Instytutu Chemii w Wilnie. Prowadził badania dotyczące ochrony metali przed korozją oraz nad powłokami galwanicznymi, w 1969 obronił doktorat. Jest autorem ponad 50 publikacji naukowych na tematy związane z ochroną metali przed korozją oraz o metodyce nauczania chemii i ochronie przyrody. Członek Polskiego Towarzystwa Naukowego na Obczyźnie oraz Stowarzyszenia Naukowców Polaków Litwy. Po przejściu na emeryturę zaangażował się w działalność polskiego Uniwersytetu Trzeciego Wieku w Wilnie. Był prezesem Akademii Trzeciego Wieku przy Związku Polaków na Litwie w Wilnie.
W 2019 roku otrzymał Złoty Krzyż Zasługi za działalność na rzecz polskiej kultury i historii.
Zmarł 26 listopada 2024 roku